# Organocádmios
Os compostos organometálicos de cádmio apresentam estruturas sem ligações deficientes em elétrons. São menos reativos que os compostos organometálicos de magnésio e zinco, e apresentam reatividade e nucleofilia superior aos organometálicos de mercúrio.
Os compostos R2Cd e RCdX, onde R= radical orgânico e X= haleto, são usados em sínteses orgânicas. Devido à nucleofilia relativamente baixa, esses compostos são incapazes de atacar centros eletrófilos carbonílicos em ésteres, ácidos carboxílicos, cetonas ou aldeídos. Devido a essa baixa reatividade, só são capazes de reagir com carbonilas de haletos de acilo. É essa característica, porém, que faz dos organometálicos de cádmio reagentes quimioseletivos.

## Aplicações
Os compostos organometálicos de cádmio são amplamente utlizados em síntese orgânica, pois têm a capacidade de atacar apenas determinados grupos funcionais.
Exemplo geral:
Comparação da reatividade entre organometálicos de cádmio e magnésio: